# Takumi Minamino
Pour les articles homonymes, voir Minamino.
Takumi Minamino (南野 拓実, Minamino Takumi), né le 16 janvier 1995 à Izumisano, est un footballeur international japonais. Il évolue au poste d'attaquant ou de milieu offensif à l'AS Monaco.

## Biographie

### En club

#### Débuts au Cerezo Osaka (2012-2014)
Avec l'équipe du Cerezo Osaka, il participe à la Ligue des champions d'Asie en 2014. Il inscrit deux buts face au club thaïlandais de Buriram United en mars 2014. Il atteint avec le Cerezo Osaka les huitièmes de finale de cette compétition, en étant battu par le club chinois du Guangzhou Evergrande.

#### Red Bull Salzbourg (2015-2020)
En janvier 2015, il rejoint l'Europe et l'équipe autrichienne du Red Bull Salzbourg, alors que le Cerezo Osaka vient d'être relégué en deuxième division (J2). Son contrat prend effet le 2 février. À l'issue de la saison, le club autrichien réalise le doublé Coupe-Championnat et Takumi Minamino remporte ainsi ses premiers titres en club.
Le 19 février 2017, il inscrit le premier triplé de sa carrière professionnelle, sur la pelouse du SV Ried.

#### Liverpool FC (2020-2022)
En décembre 2019, des rumeurs insistantes envoient Minamino au Liverpool FC lors du mercato d'hiver et avancent que les deux clubs seraient parvenus à un accord de principe,.
Le 19 décembre 2019, le transfert de Minamino chez les Reds est rendu officiel mais prend effet en janvier 2020. Le montant est estimé à huit millions d'euros, prix de sa clause libératoire. Il échoit du numéro 18, notamment porté par Michael Owen ou Dirk Kuyt.

##### Champion d'Angleterre (2020)
Le 5 janvier 2020, Minamino est titulaire lors de son premier match sous le maillot de Liverpool qui se solde par une victoire 1-0 à Anfield contre Everton en FA Cup. Il découvre la Premier League le 23 janvier, remplaçant Sadio Mané face au Wolverhampton Wanderers (victoire 1-2). Le championnat est suspendu au mois de mars à cause de la pandémie de Covid-19 et reprend au mois de juin. Le 21 juin, Minamino est titularisé pour la première fois en Premier League lors du derby du Merseyside contre Everton. Le Japonais peine à se mettre en valeur au cours d'un match nul 0-0. Liverpool est sacré champion d'Angleterre, trente ans après son dernier titre. Minamino finit la saison avec quatorze rencontres sans avoir marqué.

##### Remplaçant et prêt à Southampton (2020-2021)
Minamino commence sa seconde saison chez les Reds par le Community Shield le 29 août 2020 contre Arsenal. Remplaçant, il entre en jeu et marque le but du 1-1, son premier pour le club, qui permet à Liverpool d'aller jusqu'aux tirs au but, perdus 5-4. Titulaire pour la première fois de la saison le 24 septembre en Coupe de la Ligue contre Lincoln City, Minamino inscrit un doublé et délivre une passe décisive à Divock Origi pour clore un large succès 2-7. Une semaine après, il débute le huitième de finale de la compétition face à Arsenal. Les deux équipes ne trouvent pas la faille et se rendent aux tirs au but où les Reds s'inclinent 4-5 malgré un penalty converti par le Japonais. Le 19 décembre, Minanino marque son premier but en Premier League face à Crystal Palace qui contribue à un succès 7-0.
Le 2 février 2021, Minamino est prêté au Southampton FC pour le reste de la saison. L'entraîneur Ralph Hasenhüttl affirme que le joueur « fournira une bonne option d'attaque ». Il fait ses débuts le 6 février en étant titularisé contre Newcastle et marque un but lors d'une défaite 3-2 comptant pour la 23e  journée de Premier League. Minamino ouvre le score lors de la réception de Chelsea le 20 février mais les Saints concèdent un match nul 1-1. La suite de la saison est décevante pour l'attaquant qui passe notamment cinq matchs sur le banc et finit son prêt en ayant joué dix matchs pour le club qui finit à la quinzième place du championnat.

##### Retour chez les Reds (2021-2022)
Après son prêt contrasté, malgré deux buts, à Southampton, Minamino revient à Liverpool où il est l'objet de rumeurs de départ tout au long de l'été 2021. Le Japonais décide néanmoins de rester pour tenter d'obtenir une place dans l'effectif étoffé des Reds. Il reste sur le banc à cinq reprises avant de jouer son premier match le 21 septembre, lors du troisième tour de la League Cup contre Norwich City. Titulaire et disputant toute la rencontre, Minamino inscrit un doublé aidant Liverpool à s'imposer 0-3. Entré au cours du dernier quart d'heure de la réception de l'Arsenal FC le 20 novembre, il inscrit, quarante secondes plus tard, le dernier but de son équipe pour un succès 4-0 lors de la douzième journée de championnat. Jürgen Klopp se montre satisfait du joueur et déclare : « Nous avons tellement de joueurs en ce moment qui, au quotidien sur les terrains d'entraînement, gagnent le droit de jouer dans cette merveilleuse équipe. Je pourrais citer un certain nombre d'exemples, mais je voudrais mettre en avant Takumi Minamino. » Quatre jours plus tard, Minamino est titularisé à la pointe de l'attaque contre le FC Porto en Ligue des champions et joue l'entièreté de la rencontre, remportée par les Reds (2-0).

#### AS Monaco (depuis 2022)
Le 25 juin 2022, Philippe Clement, entraîneur de l'AS Monaco, confirme l’arrivée de Minamino, annoncée par le journal L'Équipe quelques jours plus tôt. Le technicien déclare que le joueur « était très haut dans notre liste. Tout le monde, ici, est convaincu qu'il a les qualités ». Le transfert est officialisé le 28 juin, l'international japonais s'engage avec l'AS Monaco pour quatre saisons ; le transfert est estimé à 15 millions d'euros. Le 18 septembre 2022, il marque son premier but en France sur le terrain du Stade de Reims. Lors de ce match, il offre aussi une passe décisive. Ses performances faibles et décevantes pour un tel montant de transfert déçoivent notamment son directeur sportif Paul Mitchell. Il est titulaire pour la victoire sur le terrain d'Angers et le match nul contre Lille lors des 34e et 35e journées de Ligue 1,, mais ne parvient pas à être décisif. Il ne joue par la suite pas une minute des matchs suivants,.
Sous la direction d'Adi Hütter qui fut son entraîneur lors de son arrivée en Europe au Red Bull Salzbourg en 2015, il commence la saison 2023-2024 comme titulaire sur le terrain de Clermont et offre une passe décisive pour le premier but de la saison monégasque par Vanderson. Il inscrit un doublé à domicile contre Strasbourg lors de la 2e journée et donne aussi une passe décisive à son capitaine Wissam Ben Yedder. Il est toujours titulaire pour la journée suivante et participe au match nul sur le terrain du FC Nantes en marquant d'une tête à bout portant. Lors de la 4e journée de Ligue 1, il donne une passe décisive pour Aleksandr Golovin pendant la victoire 3-0 de l'ASM sur Lens à Louis-II. Auteur d'un mois d'août de haut vol où il marque trois buts et délivre autant de passes décisives en cinq matchs, Minamino est élu Joueur du mois du championnat,. Le 24 novembre 2023, il marque un but et donne une passe décisive sur le terrain du PSG. Lors de la 14e journée de Ligue 1, il marque son cinquième but de la saison contre le Montpellier HSC en reprenant de près un ballon détourné par Benjamin Lecomte. Le 11 février 2024, il offre une nouvelle passe décisive pour la tête de Denis Zakaria dans le derby azuréen. Le 25 février 2024, il offre la victoire à son équipe d'une frappe limpide du pied gauche en toute fin de match. Auparavant, il avait aussi provoqué le but contre son camp du gardien lensois. Lors de la 27e journée de Ligue 1, il score un nouveau but sur le terrain du FC Metz, son équipe s'imposera 5-2 par la suite. Le 21 avril 2024, il marque un nouveau but sur le terrain du Stade Brestois lors de la victoire de son équipe.
Le 17 août 2024, lors de la 1re journée de Ligue 1, il marque le but de la victoire contre Saint-Etienne, devenant le premier buteur de cette saison. Le 22 septembre 2024, il offre une passe décisive lors de la victoire 3-1 contre le Havre à domicile. Le 22 octobre 2024, lors de la 3e journée de Ligue des Champions 2024-2025, il marque un doublé, en plus d'une passe décisive, contre l'Etoile Rouge de Belgrade.

### En équipe nationale
Avec les moins de 17 ans, Minamino dispute la Coupe du monde des moins de 17 ans 2011 organisée au Mexique. Lors du mondial junior, il joue quatre matchs. Il inscrit un but contre la Nouvelle-Zélande en huitièmes de finale (victoire 6-0). Le Japon est éliminé par le Brésil en quart de finale.
Il participe avec les moins de 19 ans au championnat d'Asie des moins de 19 ans en 2010. Lors de cette compétition, il inscrit quatre buts. Il marque un but contre la Chine, puis un doublé face à la Corée du Sud. Il marque un dernier but contre la Corée du Nord en quart de finale.
En janvier 2016, il prend part au championnat d'Asie des moins de 23 ans qui se déroule au Qatar. Le Japon remporte le tournoi en battant la Corée du Sud en finale. Il dispute ensuite en mai 2016 le Tournoi de Toulon. À cette occasion, il inscrit un but contre la Guinée. Il est dans la foulée retenu par le sélectionneur Makoto Teguramori afin de participer aux Jeux olympiques d'été de 2016 organisés au Brésil. Il joue trois matchs lors du tournoi olympique, inscrivant un but contre le Nigeria.
Minamino connaît sa première sélection en équipe du Japon le 13 octobre 2015, en amical contre l'Iran (score : 1-1). Par la suite, le 17 novembre, il joue un match contre le Cambodge dans le cadre des éliminatoires du mondial 2018 (victoire 0-2). L'année suivante, il dispute sa première compétition internationale lors de la Coupe d'Asie des nations 2019, où il atteindra la finale du tournoi avec sa sélection.
Le 30 mars 2021, Minamino ouvre le score, marquant au passage le centième but de sa carrière professionnelle, lors d'une écrasante victoire japonaise sur le score de 0-14 contre la Mongolie en éliminatoires de la Coupe du monde 2022. Le 1er janvier 2024, il est retenu dans la liste des vingt-six joueurs japonais sélectionnés par Hajime Moriyasu pour disputer la Coupe d'Asie des nations 2023.

## Style de jeu

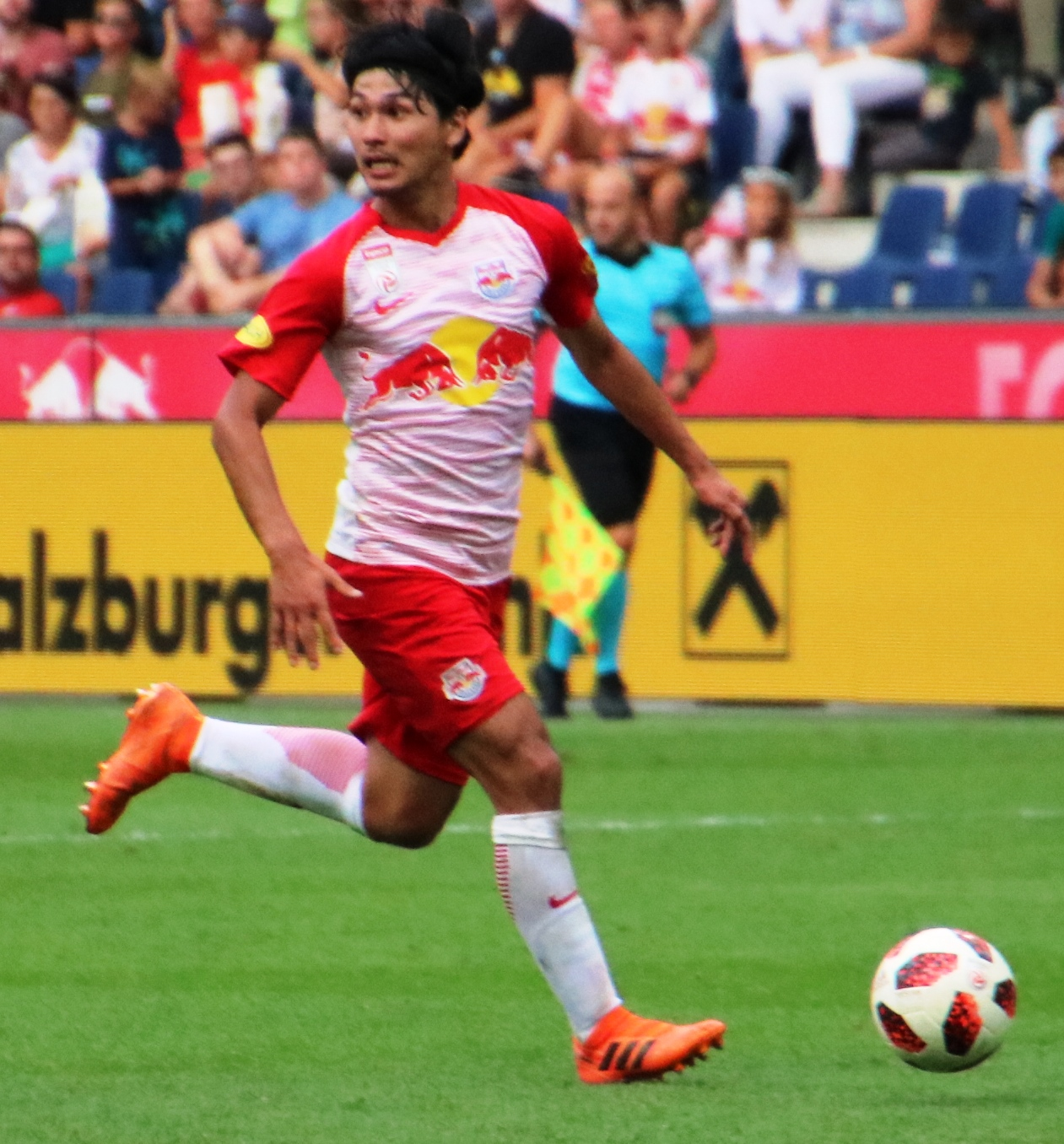
Minamino jouant pour le Red Bull Salzbourg en 2018

À Salzbourg, Minamino occupait un rôle d'attaque fluide qui lui permettait de se déplacer librement et d'ouvrir des portes, choisir une passe et se déplacer avec une démarche élégante.
Son physique relativement mince a été décrit comme un « avantage » car son centre de gravité bas signifie qu'il peut « dépasser les joueurs avec facilité ».
Après un match contre l'Ajax en Ligue des champions, l'entraîneur de Liverpool Jürgen Klopp dit de Minamino qu'« il est partout, il défend comme un diable, et puis, offensivement, il est vraiment impliqué ».

## Statistiques

### Statistiques détaillées
| Saison                | Club                  | Championnat           | Championnat | Championnat | Championnat | Coupe nationale | Coupe nationale | Coupe nationale | Coupe de la Ligue | Coupe de la Ligue | Coupe de la Ligue | Supercoupe | Supercoupe | Supercoupe | Compétition(s) continentale(s) | Compétition(s) continentale(s) | Compétition(s) continentale(s) | Compétition(s) continentale(s) | Total | Total | Total |
| Saison                | Club                  | Division              | M.          | B.          | P.d.        | M.              | B.              | P.d.            | M.                | B.                | P.d.              | M.         | B.         | P.d.       | Comp.                          | M.                             | B.                             | P.d.                           | M.    | B.    | P.d.  |
| 2012                  | Cerezo Osaka          | J1.League             | 3           | 0           | 0           | 2               | 1               | -               | -                 | -                 | -                 | -          | -          | -          | -                              | -                              | -                              | -                              | 5     | 1     | 0     |
| 2013                  | Cerezo Osaka          | J1 .League            | 29          | 5           | 5           | 1               | 0               | 0               | 8                 | 3                 | 0                 | -          | -          | -          | -                              | -                              | -                              | -                              | 38    | 8     | 5     |
| 2014                  | Cerezo Osaka          | J1 League             | 30          | 2           | 1           | 3               | 2               | 2               | -                 | -                 | -                 | -          | -          | -          | ACL                            | 7                              | 2                              | 0                              | 40    | 6     | 3     |
| Sous-total            | Sous-total            | Sous-total            | 62          | 7           | 6           | 6               | 3               | 2               | 10                | 5                 | 0                 | -          | -          | -          | -                              | 7                              | 2                              | 0                              | 85    | 17    | 8     |
| 2014-2015             | RB Salzbourg          | Bundesliga            | 14          | 3           | 3           | 2               | 0               | 0               | -                 | -                 | -                 | -          | -          | -          | C3                             | 1                              | 0                              | 0                              | 17    | 3     | 3     |
| 2015-2016             | RB Salzbourg          | Bundesliga            | 32          | 10          | 3           | 6               | 2               | 1               | -                 | -                 | -                 | -          | -          | -          | C3                             | 2                              | 1                              | 1                              | 40    | 13    | 5     |
| 2016-2017             | RB Salzbourg          | Bundesliga            | 21          | 11          | 2           | 5               | 3               | 0               | -                 | -                 | -                 | -          | -          | -          | C1+C3                          | 1+4                            | 0                              | 0                              | 31    | 14    | 2     |
| 2017-2018             | RB Salzbourg          | Bundesliga            | 28          | 7           | 3           | 4               | 1               | 2               | -                 | -                 | -                 | -          | -          | -          | C1+C3                          | 3+9                            | 1+2                            | 0+1                            | 44    | 11    | 6     |
| 2018-2019             | RB Salzbourg          | Bundesliga            | 27          | 6           | 4           | 5               | 3               | 2               | -                 | -                 | -                 | -          | -          | -          | C1+C3                          | 3+10                           | 1+4                            | 0+1                            | 45    | 14    | 7     |
| 2019-2020             | RB Salzbourg          | Bundesliga            | 14          | 5           | 6           | 2               | 2               | 2               | -                 | -                 | -                 | -          | -          | -          | C1                             | 6                              | 2                              | 3                              | 22    | 9     | 11    |
| Sous-total            | Sous-total            | Sous-total            | 136         | 42          | 20          | 24              | 11              | 7               | -                 | -                 | -                 | -          | -          | -          | -                              | 39                             | 11                             | 6                              | 199   | 64    | 33    |
| 2019-2020             | Liverpool FC          | Premier League        | 10          | 0           | 0           | 3               | 0               | 0               | -                 | -                 | -                 | -          | -          | -          | C1                             | 1                              | 0                              | 0                              | 14    | 0     | 0     |
| 2020-2021             | Liverpool FC          | Premier League        | 9           | 1           | 0           | 1               | 0               | 1               | 2                 | 2                 | 1                 | 1          | 1          | 0          | C1                             | 4                              | 0                              | 0                              | 17    | 4     | 2     |
| 2021-2022             | Liverpool FC          | Premier League        | 12          | 3           | 0           | 4               | 3               | 0               | 5                 | 4                 | 1                 | -          | -          | -          | C1                             | 4                              | 0                              | 0                              | 25    | 10    | 1     |
| Sous-total            | Sous-total            | Sous-total            | 31          | 4           | 0           | 7               | 3               | 1               | 7                 | 6                 | 2                 | 1          | 1          | 0          | -                              | 9                              | 0                              | 0                              | 55    | 14    | 3     |
| 2020-2021             | Southampton FC (prêt) | Premier League        | 10          | 2           | 0           | -               | -               | -               | -                 | -                 | -                 | -          | -          | -          | -                              | -                              | -                              | -                              | 10    | 2     | 0     |
| 2022-2023             | AS Monaco             | Ligue 1               | 18          | 1           | 3           | 1               | 0               | 0               | -                 | -                 | -                 | -          | -          | -          | C1+C3                          | 2+4                            | 0                              | 0                              | 25    | 1     | 3     |
| 2023-2024             | AS Monaco             | Ligue 1               | 30          | 9           | 6           | 1               | 0               | 0               | -                 | -                 | -                 | -          | -          | -          | -                              | -                              | -                              | -                              | 31    | 9     | 6     |
| 2024-2025             | AS Monaco             | Ligue 1               | 31          | 6           | 3           | 2               | 0               | 1               | -                 | -                 | -                 | 1          | 0          | 0          | C1                             | 9                              | 3                              | 1                              | 43    | 9     | 5     |
| 2025-2026             | AS Monaco             | Ligue 1               | 1           | 0           | 0           | 0               | 0               | 0               | -                 | -                 | -                 | -          | -          | -          | C1                             | 0                              | 0                              | 0                              | 1     | 0     | 0     |
| Sous-total            | Sous-total            | Sous-total            | 80          | 16          | 12          | 4               | 0               | 1               | -                 | -                 | -                 | 1          | 0          | 0          | -                              | 15                             | 3                              | 1                              | 100   | 19    | 14    |
| Total sur la carrière | Total sur la carrière | Total sur la carrière | 319         | 71          | 38          | 41              | 17              | 11              | 17                | 11                | 2                 | 2          | 1          | 0          | -                              | 70                             | 16                             | 7                              | 449   | 116   | 58    |

### En sélection nationale
| Saison                | Sélection             | Phases finales        | Phases finales | Phases finales | Phases finales | Éliminatoires | Éliminatoires | Éliminatoires | Matchs amicaux | Matchs amicaux | Matchs amicaux | Total | Total | Total |
| Saison                | Sélection             | Compétition           | M              | B              | Pd             | M             | B             | Pd            | M              | B              | Pd             | M     | B     | Pd    |
| --------------------- | --------------------- | --------------------- | -------------- | -------------- | -------------- | ------------- | ------------- | ------------- | -------------- | -------------- | -------------- | ----- | ----- | ----- |
| 2015-2016             | Japon                 | -                     | -              | -              | -              | 1             | 0             | 0             | 1              | 0              | 0              | 2     | 0     | 0     |
| 2018-2019             | Japon                 | Coupe d'Asie 2019     | 6              | 1              | 2              | -             | -             | -             | 9              | 4              | 1              | 15    | 5     | 3     |
| 2019-2020             | Japon                 | -                     | -              | -              | -              | 4             | 5             | 0             | 1              | 1              | 0              | 5     | 6     | 0     |
| 2020-2021             | Japon                 | -                     | -              | -              | -              | 3             | 4             | 3             | 6              | 1              | 0              | 9     | 5     | 3     |
| 2021-2022             | Japon                 | -                     | -              | -              | -              | 8             | 1             | 2             | 3              | 0              | 0              | 11    | 1     | 2     |
| 2022-2023             | Japon                 | Coupe du monde 2022   | 3              | 0              | 0              | -             | -             | -             | 2              | 0              | 0              | 5     | 0     | 0     |
| 2023-2024             | Japon                 | Coupe d'Asie 2023     | 5              | 2              | 1              | 4             | 1             | 2             | 3              | 1              | 0              | 12    | 4     | 3     |
| 2024-2025             | Japon                 | -                     | -              | -              | -              | 8             | 3             | 0             | -              | -              | -              | 8     | 3     | 0     |
| Total sur la carrière | Total sur la carrière | Total sur la carrière | 14             | 3              | 3              | 28            | 14            | 7             | 25             | 7              | 1              | 67    | 24    | 11    |

### Matchs internationaux
| 0  | Date              | Lieu                                         | Adversaire        | Score                  | Compétition                                | Statut                            | Performances |             |
| 0  | Date              | Lieu                                         | Adversaire        | Score                  | Compétition                                | Statut                            | But(s)       | Pas.        |
| -- | ----------------- | -------------------------------------------- | ----------------- | ---------------------- | ------------------------------------------ | --------------------------------- | ------------ | ----------- |
| 1  | 13 octobre 2015   | Stade Azadi, Téhéran                         | Iran              | 1 - 1                  | Amical                                     | Remplaçant ( 67e Yoshinori Muto)  |              |             |
| 2  | 17 novembre 2015  | Stade olympique, Phnom Penh                  | Cambodge          | 0 - 2                  | Éliminatoires Coupe du monde 2018          | Remplaçant ( 86e Shinji Okazaki)  |              |             |
| 3  | 11 septembre 2018 | Panasonic Suita Stadium, Suita               | Costa Rica        | 3 - 0                  | Amical                                     | Titulaire                         | 66e          |             |
| 4  | 12 octobre 2018   | Stade du Grand-Cygne Denka, Niigata          | Panama            | 3 - 0                  | Amical                                     | Titulaire ( 66e Koya Kitagawa)    | 42e          |             |
| 5  | 16 octobre 2018   | Stade Saitama 2002, Saitama                  | Uruguay           | 4 - 3                  | Amical                                     | Titulaire                         | 10e 66e      |             |
| 6  | 16 novembre 2018  | Stade d'Oita, Ōita                           | Venezuela         | 1 - 1                  | Amical                                     | Titulaire ( 77e Junya Ito)        |              |             |
| 7  | 20 novembre 2018  | Stade Toyota, Stade Toyota                   | Kirghizistan      | 4 - 0                  | Amical                                     | Remplaçant ( 73e Genki Haraguchi) |              |             |
| 8  | 9 janvier 2019    | Stade Al-Nahyan, Abou Dabi                   | Turkménistan      | 3 - 2                  | Coupe d'Asie des nations 2019              | Titulaire ( 73e Koya Kitagawa)    |              | 73e         |
| 9  | 13 janvier 2019   | Stade Cheikh Zayed, Abou Dabi                | Oman              | 0 - 1                  | Coupe d'Asie des nations 2019              | Titulaire · Averti ( 67e)         |              |             |
| 10 | 21 janvier 2019   | Stade de Sharjah, Charjah                    | Arabie saoudite   | 1 - 0                  | Coupe d'Asie des nations 2019              | Titulaire ( 77e Junya Ito)        |              |             |
| 11 | 24 janvier 2019   | Stade Al-Maktoum, Dubaï                      | Vietnam           | 0 - 1                  | Coupe d'Asie des nations 2019              | Titulaire ( 89e Tsukasa Shiotani) |              |             |
| 12 | 28 janvier 2019   | Stade Hazza Bin Zayed, Al-Aïn                | Iran              | 3 - 0                  | Coupe d'Asie des nations 2019              | Titulaire                         |              | 56e 90+2e   |
| 13 | 1er février 2019  | Stade Cheikh Zayed, Al-Aïn                   | Qatar             | 1 - 3                  | Finale de la Coupe d'Asie des nations 2019 | Titulaire ( 89e Takashi Inui)     | 69e          |             |
| 14 | 22 mars 2019      | Nissan Stadium, Nashville                    | Colombie          | 0 - 1                  | Amical                                     | Titulaire ( 78e Daichi Kamada)    |              |             |
| 15 | 26 mars 2019      | Stade du parc Misaki, Kōbe                   | Bolivie           | 1 - 0                  | Amical                                     | Remplaçant ( 68e Shinji Kagawa)   |              | 76e         |
| 16 | 5 juin 2019       | Stade Toyota, Stade Toyota                   | Trinité-et-Tobago | 0 - 0                  | Amical                                     | Remplaçant ( 71e Shoya Nakajima)  |              |             |
| 17 | 9 juin 2019       | Stade de Miyagi, Rifu                        | Salvador          | 2 - 0                  | Amical                                     | Titulaire ( 67e Takefusa Kubo)    |              |             |
| 18 | 5 septembre 2019  | Stade de Kashima, Kashima                    | Paraguay          | 2 - 0                  | Amical                                     | Titulaire                         | 30e          |             |
| 19 | 10 septembre 2019 | Stade Thuwunna, Rangoun                      | Birmanie          | 0 - 2                  | Éliminatoires Coupe du monde 2022          | Titulaire ( 77e Musashi Suzuki)   | 26e          |             |
| 20 | 10 octobre 2019   | Stade Saitama 2002, Saitama                  | Mongolie          | 6 - 0                  | Éliminatoires Coupe du monde 2022          | Titulaire ( 61e Daichi Kamada)    | 22e          |             |
| 21 | 15 octobre 2019   | Respublikansky Stadion, Syktyvkar            | Tadjikistan       | 0 - 3                  | Éliminatoires Coupe du monde 2022          | Titulaire ( 87e Takefusa Kubo)    | 53e 55e      |             |
| 22 | 14 novembre 2019  | Spartak Stadium, Bichkek                     | Kirghizistan      | 0 - 2                  | Éliminatoires Coupe du monde 2022          | Titulaire                         | 41e (pen.)   |             |
| 23 | 9 octobre 2020    | Stade de Galgenwaard, Utrecht                | Cameroun          | 0 - 0                  | Amical                                     | Titulaire ( 71e Daichi Kamada)    |              |             |
| 24 | 13 octobre 2020   | Stade de Galgenwaard, Utrecht                | Côte d'Ivoire     | 1 - 0                  | Amical                                     | Remplaçant ( 61e Takefusa Kubo)   |              |             |
| 25 | 13 novembre 2020  | Stadion Graz-Liebenau, Graz                  | Panama            | 1 - 0                  | Amical                                     | Titulaire ( 72e Takuma Asano)     | 61e (pen.)   |             |
| 26 | 17 novembre 2020  | Stadion Graz-Liebenau, Graz                  | Mexique           | 0 - 2                  | Amical                                     | Remplaçant ( 57e Musashi Suzuki)  |              |             |
| 27 | 25 mars 2021      | Stade Nissan, Yokohama                       | Corée du Sud      | 3 - 0                  | Amical                                     | Titulaire ( 86e Yasuto Wakizaka)  |              |             |
| 28 | 30 mars 2021      | Fukuda Denshi Arena, Chiba                   | Mongolie          | 0 - 14                 | Éliminatoires Coupe du monde 2022          | Titulaire ( 71e Kyogo Furuhashi)  | 13e          |             |
| 29 | 28 mai 2021       | Fukuda Denshi Arena, Chiba                   | Birmanie          | 10 - 0                 | Éliminatoires Coupe du monde 2022          | Titulaire                         | 8e 66e       | 49e 88e 90e |
| 30 | 7 juin 2021       | Panasonic Stadium Suita, Suita               | Tadjikistan       | 4 - 1                  | Éliminatoires Coupe du monde 2022          | Titulaire ( 46e Daichi Kamada)    |              |             |
| 31 | 11 juin 2021      | Stade du parc Misaki, Kōbe                   | Serbie            | 1 - 0                  | Amical                                     | Titulaire ( 82e Genki Haraguchi)  |              |             |
| 32 | 7 octobre 2021    | Stade Roi-Abdallah, Djeddah                  | Arabie saoudite   | 1 - 0                  | Éliminatoires Coupe du monde 2022          | Titulaire ( 59e Kyogo Furuhashi)  |              |             |
| 33 | 12 octobre 2021   | Stade Saitama 2002, Saitama                  | Australie         | 2 - 1                  | Éliminatoires Coupe du monde 2022          | Titulaire ( 78e Takuma Asano)     |              | 8e          |
| 34 | 11 novembre 2021  | Stade national Mỹ Đình, Hanoï                | Vietnam           | 0 - 1                  | Éliminatoires Coupe du monde 2022          | Titulaire ( 63e Takuma Asano)     |              | 17e         |
| 35 | 16 novembre 2021  | Sultan Qaboos Sports Complex, Mascate        | Oman              | 0 - 1                  | Éliminatoires Coupe du monde 2022          | Titulaire ( 62e Kyogo Furuhashi)  |              |             |
| 36 | 27 janvier 2022   | Stade Saitama 2002, Saitama                  | Chine             | 2 - 0                  | Éliminatoires Coupe du monde 2022          | Titulaire ( 85e Genki Haraguchi)  |              |             |
| 37 | 1er février 2022  | Stade Saitama 2002, Saitama                  | Arabie saoudite   | 2 - 0                  | Éliminatoires Coupe du monde 2022          | Titulaire ( 78e Takuma Asano)     | 31e          |             |
| 38 | 24 mars 2022      | Stadium Australia, Sydney                    | Australie         | 0 - 2                  | Éliminatoires Coupe du monde 2022          | Titulaire ( 84e Kaoru Mitoma)     |              |             |
| 39 | 29 mars 2022      | Stade Saitama 2002, Saitama                  | Vietnam           | 1 - 1                  | Éliminatoires Coupe du monde 2022          | Remplaçant ( 62e Takefusa Kubo)   |              |             |
| 40 | 6 juin 2022       | Stade national, Tokyo                        | Brésil            | 0 - 1                  | Amical                                     | Titulaire ( 73e Ritsu Doan)       |              |             |
| 41 | 10 juin 2022      | Stade du parc Misaki, Kōbe                   | Ghana             | 4 - 1                  | Amical                                     | Remplaçant ( 80e Kaoru Mitoma)    |              |             |
| 42 | 14 juin 2022      | Stade de football de Suita, Suita            | Tunisie           | 0 - 3                  | Amical                                     | Titulaire ( 71e Takefusa Kubo)    |              |             |
| 43 | 27 septembre 2022 | Merkur Spiel-Arena, Düsseldorf               | Équateur          | 0 - 0                  | Amical                                     | Titulaire ( 67e Daichi Kamada)    |              |             |
| 44 | 17 novembre 2022  | Stade Al-Maktoum, Dubaï                      | Canada            | 1 - 2                  | Amical                                     | Titulaire ( 85e Maya Yoshida)     |              |             |
| 45 | 23 novembre 2022  | Stade international de Khalifa, Doha         | Allemagne         | 1 - 2                  | Coupe du monde 2022                        | Remplaçant ( 75e Hiroki Sakai)    |              |             |
| 46 | 27 novembre 2022  | Stade Ahmad-ben-Ali, Al Rayyan               | Costa Rica        | 0 - 1                  | Coupe du monde 2022                        | Remplaçant ( 82e Yuki Soma)       |              |             |
| 47 | 5 décembre 2022   | Stade Al-Janoub, Al Wakrah                   | Croatie           | 1 - 1 a.p. (1 tab à 3) | Coupe du monde 2022                        | Remplaçant ( 87e Ritsu Doan)      |              |             |
| 48 | 13 octobre 2023   | Stade Denka, Niigata                         | Canada            | 4 - 1                  | Amical                                     | Titulaire ( 83e Daiki Hashioka)   |              |             |
| 49 | 17 octobre 2023   | Stade du parc Misaki, Kobe                   | Tunisie           | 2 - 0                  | Amical                                     | Remplaçant ( 72e Junya Ito)       |              |             |
| 50 | 16 novembre 2023  | Panasonic Stadium Suita, Suita               | Birmanie          | 5 - 0                  | Éliminatoires Coupe du monde 2026          | Titulaire ( 67e Mao Hosoya)       |              | 11e 50e     |
| 51 | 21 novembre 2023  | Stade du Prince Abdullah Al-Faisal, Djeddah  | Syrie             | 0 - 5                  | Éliminatoires Coupe du monde 2026          | Remplaçant ( 66e Takuma Asano)    |              |             |
| 52 | 1er janvier 2024  | Stade national, Tokyo                        | Thaïlande         | 5 - 0                  | Amical                                     | Remplaçant ( 69e Junya Ito)       | 90+1e        |             |
| 53 | 14 janvier 2024   | Stade Al-Thumama, Doha                       | Vietnam           | 4 - 2                  | Coupe d'Asie des nations 2023              | Titulaire ( 84e Takefusa Kubo)    | 11e 45e      | 45+4e       |
| 54 | 19 janvier 2024   | Stade Education City, Al Rayyan              | Irak              | 2 - 1                  | Coupe d'Asie des nations 2023              | Titulaire                         |              |             |
| 55 | 24 janvier 2024   | Stade Al-Thumama, Doha                       | Indonésie         | 3 - 1                  | Coupe d'Asie des nations 2023              | Remplaçant ( 69e Reo Hatate)      |              |             |
| 56 | 31 janvier 2024   | Stade Al-Thumama, Doha                       | Bahreïn           | 1 - 3                  | Coupe d'Asie des nations 2023              | Remplaçant ( 68e Takefusa Kubo)   |              |             |
| 57 | 3 février 2024    | Stade Education City, Al Rayyan              | Iran              | 2 - 1                  | Coupe d'Asie des nations 2023              | Remplaçant ( 67e Daizen Maeda)    |              |             |
| 58 | 21 mars 2024      | Stade national, Tokyo                        | Corée du Nord     | 1 - 0                  | Éliminatoires Coupe du monde 2026          | Titulaire ( 74e Takuma Asano)     |              |             |
| 59 | 11 juin 2024      | MAZDA Zoom-Zoom Hiroshima Stadium, Hiroshima | Syrie             | 5 - 0                  | Éliminatoires Coupe du monde 2026          | Titulaire                         | 85e          |             |
| 60 | 5 septembre 2024  | Stade Saitama 2002, Saitama                  | Chine             | 7 - 0                  | Éliminatoires Coupe du monde 2026          | Titulaire                         | 52e 58e      |             |
| 61 | 10 septembre 2024 | Stade national de Bahreïn, Riffa             | Bahreïn           | 0 - 5                  | Éliminatoires Coupe du monde 2026          | Titulaire ( 65e Takefusa Kubo)    |              |             |
| 62 | 10 octobre 2024   | Stade Roi-Abdallah, Djeddah                  | Arabie saoudite   | 0 - 2                  | Éliminatoires Coupe du monde 2026          | Titulaire ( 46e Junya Ito)        |              |             |
| 63 | 15 octobre 2024   | Stade national, Tokyo                        | Australie         | 1 - 1                  | Éliminatoires Coupe du monde 2026          | Titulaire ( 70e Daichi Kamada)    |              |             |
| 64 | 15 novembre 2024  | Gelora Bung Karno Madya Stadium, Jakarta     | Indonésie         | 0 - 4                  | Éliminatoires Coupe du monde 2026          | Titulaire ( 46e Daizen Maeda)     | 40e          |             |
| 65 | 19 novembre 2024  | Xiamen Egret Stadium, Xiamen                 | Chine             | 1 - 3                  | Éliminatoires Coupe du monde 2026          | Titulaire ( 64e Daichi Kamada)    |              |             |
| 66 | 20 mars 2025      | Stade Saitama 2002, Saitama                  | Bahreïn           | 2 - 0                  | Éliminatoires Coupe du monde 2026          | Titulaire ( 63e Daichi Kamada)    |              |             |
| 67 | 25 mars 2025      | Stade Saitama 2002, Saitama                  | Arabie saoudite   | 0 - 0                  | Éliminatoires Coupe du monde 2026          | Titulaire ( 83e Daichi Kamada)    |              |             |

## Palmarès

### En club
| Red Bull Salzbourg (10) | Liverpool FC (2) | AS Monaco |
| --- | --- | --- |
| - Championnat d'Autriche (6) : - Champion : 2015, 2016, 2017, 2018, 2019 et 2020. - Coupe d'Autriche (4) : - Vainqueur : 2015, 2016, 2017 et 2019. - Finaliste : 2018. | - Ligue des champions : - Finaliste : 2022. - Championnat d'Angleterre (1) : - Champion : 2020. - Vice-champion : 2022. - Community Shield : - Finaliste : 2020 - Coupe de la ligue (1) : - Vainqueur : 2022. | Insérer un paragraphe - Championnat de France : - Vice-champion : 2024. - Trophée des Champions - Finaliste : 2024 |

### En sélection
| Japon -23 ans                                          | Japon                                            |
| ------------------------------------------------------ | ------------------------------------------------ |
| - Championnat d'Asie -23 ans (1) : - Vainqueur : 2016. | - Coupe d'Asie des nations : - Finaliste : 2019. |

### Distinctions personnelles
- Joueur du mois de Ligue 1 en août 2023[40]

## Vie personnelle
Il a été annoncé le 14 janvier 2014 que Minamino détenait le Guinness World Record pour le plus grand nombre de "high fives" en une minute tout en courant dans la rue commerçante de Komagawa, avec un record de 187 fois, établissant ainsi un nouveau record mondial. En plus de parler japonais, il parle allemand depuis son déménagement à Red Bull Salzbourg,.
Minamino est affectueusement surnommé « Taki » (dérivé de son prénom Takumi) par ses coéquipiers,.